# دومينيكا مولنروفا
دومينيكا مولنروفا مواليد 26 مارس 1992 في أوستي ناد لابم، التشيك، هي لاعبة كرة يد تشيكية تلعب كحارس مرمى. مثلت منتخب التشيك لكرة اليد للسيدات.

## سجل المنافسة
شاركت في البطولات التالية:
- بطولة العالم لكرة اليد للسيدات 2013
- بطولة أوروبا لكرة اليد للسيدات 2016

## روابط خارجية
- دومينيكا مولنروفا على موقع الاتحاد الأوروبي لكرة اليد (الإنجليزية)